# Willy Illmer
Willy Illmer (* 7. Mai 1899 in Dresden; † 24. August 1968 ebenda) war ein deutscher Maler.

## Leben
Illmer absolvierte von 1912 bis 1915 in Dresden eine Lehre als Tischler. Von 1916 bis 1918 nahm er als Soldat am Ersten Weltkrieg teil. Von 1921 bis 1928 studierte er bei Ferdinand Dorsch und Richard Dreher an der Akademie der Bildenden Künste Dresden. Danach arbeitete er als freiberuflicher Maler in Dresden.
Zusammen mit Erich Fraaß, Curt Großpietsch, Wilhelm Lachnit und Fritz Skade bildete er 1920 die Künstlergruppe Die Schaffenden. 1929 war er Mitbegründer der Dresdner Ortsgruppe der Assoziation revolutionärer bildender Künstler.
In der Zeit des Nationalsozialismus war Illmer Mitglied der Reichskammer der bildenden Künste. Für diese Zeit ist seine Teilnahme an acht Gruppenausstellungen sicher belegt, darunter 1941 die Große Dresdner Kunstausstellung. Das Adressbuch nannte ihn 1943/1944 als Kunstmaler in der Herkulesstraße 14. Das Haus fiel im Februar 1945 den Luftangriffen auf Dresden zum Opfer, und  ein Großteil des künstlerischen Frühwerks Illmers wurde vernichtet.
Von 1940 bis 1945 nahm Illmer als Soldat der Wehrmacht am Zweiten Weltkrieg teil.
Von 1946 bis 1947 war Illmer als Lehrer an der Kunstgewerbeschule in Leipzig tätig. Illmer beteiligte sich an der Künstlergruppe Das Ufer. Im Rahmen der „Wandbildaktion“ schuf er 1949 mit Fritz Tröger und Siegfried Donndorf für die 2. Deutsche Kunstausstellung den Entwurf für das Wandbild Großkraftwerk Hirschfelde.[1] 1952 bis 1956 arbeitete er als Dozent an der Arbeiter-und-Bauern-Fakultät der Hochschule für Bildende Künste Dresden. Von 1956 bis 1958 war er Mitarbeiter des Dresdner Bezirksvorstand des Verbands Bildender Künstler der DDR.[2]

## Museen und öffentliche Sammlungen mit Werken Illmers (unvollständig)
- Dresden: Galerie Neue Meister[2]
- Dresden: Kupferstichkabinett[3]
- Dresden: Puppentheatersammlung[4]

## Weitere Werke (Auswahl)

### Tafelbilder
- Dresden Altmarkt. Zustand 1957 (Öl)[5]
- Blumenstück (Öl, 82 × 120 cm; auf der Vierten Deutsche Kunstausstellung)[6]

### Zeichenkunst und Grafik
- Winter in der Vorstadt (Radierung; 1952 auf der Mittelsächsischen Kunstausstellung)
- Drei Kumpels (Radierung; 1952 auf der Mittelsächsischen Kunstausstellung)
- Die Sichtwerbung (Holzschnitt; 1952 auf der Mittelsächsischen Kunstausstellung)

- In der Fabrik (Kohle und Kreide)[7]
- Unter Tage (Kohle und Kreide)[8]
- Schweinehof (Kaltnadelradierung, 26 × 30 cm; auf der Vierten Deutschen Kunstausstellung)

## Ausstellungen vor 1933 und nach 1945 (unvollständig)
- 1926: Dresden, Brühlsche Terrasse, Grosse Aquarellausstellung[9]
- 1930: Dresden, Brühlsche Terrasse, Ausstellung Dresdner Kunst 1930
- 1945: Dresden, Freie Künstler, Ausstellung Nr. 1[10]
- 1946: Dresden, Allgemeine Deutsche Kunstausstellung
- 1949: Dresden, Das Ufer. Gruppe Dresdner Künstler 1947
- 1949 und 1958: Dresden, 2. und Vierte Deutsche Kunstausstellung
- 1952: Dresden, Ausstellung Dresdner Künstler
- 1952: Chemnitz, Schlossbergmuseum, Mittelsächsische Kunstausstellung

### Postum
- 1969: Greifswald, Assoziation revolutionärer bildender Künstler
- 1978/1979: Berlin, Altes Museum, Revolution und Realismus. Revolutionäre Kunst in Deutschland 1917 bis 1933
- 1980/1981: Dresden, Albertinum, Kunst im Aufbruch. Dresden 1918–1933
- 1984: Dresden, Das Ufer
- 1987: Düsseldorf, Galerie Remmert und Barth, Die Dresdner Künstlerszene 1913–1933,
- 1989: Dresden, Kunst – Akademie – Dresden. Malerei, Grafik, Plastik von Lehrern und Schülern im 20. Jahrhundert